# الخبيصي
الخبيصي هو حي يقع في إمارة دبي في الإمارات العربية المتحدة ويبلغ عدد سكانها 6,737 نسمة حسب إحصائيات عام 2000 م. تقع الخبيصي في شرق دبي في منطقة ديرة. يحدها المجمع هور العنز من الشمال، ومطار دبي الدولي من الجنوب، والمرقبات من الغرب، والطوار من الشرق. 
يحدها من الشمال طريق د 80 (طريق صلاح الدين) ومن الجنوب طريق إي 11 (طريق الاتحاد). والخبيصي مجتمع سكني إلى حد كبير. ومع ذلك، تقع العديد من الشركات ووكلاء السيارات في الخبيصي، على طول طريق الاتحاد. المنطقة أيضًا قريبة من موقف حافلات هور العنز والمركز الطبي الجديد. 